# Современное искусство
Современное искусство (англ. contemporary art) — совокупность художественных практик, сложившихся во второй половине XX века, в период постмодернизма. Обычно под современным искусством понимают искусство, восходящее к модернизму, или находящееся в противоречии с этим явлением, отделяя его от понятия «актуальное искусство», имеющее оценочный, а не хронологический характер. Тем не менее, существует взаимодействие или даже смешение этих понятий. Не случайно, существуют Museum of Modern Art и Museum of Contemporary Art, в коллекциях которых часто можно обнаружить работы одних и тех же авторов.

Это термин исторически укорененный — им обозначается передовое искусство со времени окончания Второй мировой войны до настоящего. Оно генетически связано с искусством авангарда или модернизма, но представляет собой новый виток изобразительных языков, с акцентом на собственно языковые модели (что свойственно и всем прочим видам культуры и формам знания в этот период). Оно включает в себя всё больший спектр техник, обусловленный как развитием технологий, так и познанием человеком собственного тела и своего места в мире. Тематический спектр современного искусства безгранично широк, оно реагирует на любые проявления человеческой деятельности (а в последние десятилетия к ним добавляются и деятельность других биологических организмов, а также роботов), а вовсе не только на эпатажные и провокационные.

## История термина
Впервые определение contemporary art — «современное искусство» употребила американский искусствовед и критик Розалинда Краусс, ученица Клемента Гринберга) в своей диссертации о работах Дэвида Смита и в знаменитой книге «Подлинность авангарда и другие модернистские мифы» (The Originality of the Avant-Garde and Other Modernist Myths, 1985), тем самым бросив вызов нескольким канонам истории искусства. Она отделила понятие «современное искусство» (то, что делается в наше время) от понятия «актуальное искусство» (насущее, новаторское). В этом смысле современное искусство не всегда актуально, оно может быть ретроспективным, консервативным, академичным или просто отсталым, а актуальное существовало во все времена, не только в современности.
В лекции «Что такое современное искусство?» профессор Университета Южной Калифорнии Ричард Мейерс отмечает, что термин «современное искусство» был применен к искусству Дэвида Смита, что было связано более с отчётами аукционных лейблов, чем с временем его создания.

## Краткая история
Современное искусство в нынешнем своем виде сформировалось на рубеже 1960—1970-х годов. Художественные искания того времени можно охарактеризовать как поиск альтернатив модернизму (зачастую это выливалось в отрицание через введение прямо противоположных модернизму принципов). Это выразилось в поиске новых образов, новых средств и материалов выражения, вплоть до дематериализации объекта (перформансы и хеппенинги). Главной целью было искажение понятия духовности. Многие художники последовали за французскими философами, предложившими термин «постмодернизм». Можно сказать, что произошел сдвиг от самого объекта к процессу.
Самыми заметными явлениями рубежа 1960-х и 1970-х годов можно назвать развитие концептуального искусства и минимализма. В 1970-х заметно усилилась социальная направленность арт-процесса как с точки зрения содержания (тем, поднимаемых в творчестве художниками), так и состава: самым заметным явлением середины 1970-х годов стал феминизм в искусстве.
Конец 1970-х и 1980-е годы охарактеризовались «усталостью» от концептуального искусства и минимализма и возвратом интереса к изобразительности, цвету и фигуративности (расцвет таких движений как «Новые дикие»). На середину 1980-х приходится время подъёма движений, активно использующих образы массовой культуры — кэмпизм, искусство ист-виллиджа, набирает силы нео-поп. К этому же времени относится расцвет фотографии в искусстве — всё больше художников начинают обращаться к ней как к средству художественного выражения.
На арт-процесс большое влияние оказало развитие технологий: в 1960-х годах — видео и аудио, затем — компьютеры
и в 1990-х годах — Интернет.
Начало 2000-х годов отмечено разочарованием в возможностях технических средств для художественных практик. Разрушительные концепции сделали своё пагубное дело. При этом конструктивных философских оправданий современному искусству XXI века пока не появилось. Некоторые художники 2000-х годов полагают, что «современное искусство» становится инструментом власти «постдемократического» общества. Этот процесс вызывает энтузиазм у представителей арт-системы и пессимизм у художников, профессионалов.
Ряд художников 2000-х годов возвращается к товарному объекту, отказываясь от процесса, и предлагают коммерчески-выгодную попытку модернизма XXI века.

## Актуальное искусство
В России 90-х использовался также термин «актуальное искусство», который во многом схож, но не тождественен по смыслу термину «современное искусство». Под актуальным искусством участники художественного процесса в России подразумевали новаторское современное искусство (в плане идей и/или технических средств). Актуальное искусство быстро устарело, и вопрос вхождения его в историю современного искусства 20-го или 21-го столетия открыт. Участники художественного процесса в России наделяли определение «актуальное искусство» смыслом, которое в своё время приписывалось авангардизму (новаторство, радикальность, использование новых техник и приемов).

## Институции современного искусства
Современное искусство экспонируется галереями современного искусства, частными коллекционерами, коммерческими корпорациями, государственными художественными организациями, музеями современного искусства, арт-студиями или самими художниками в artist-run space. Современные художники получают финансовую поддержку за счёт грантов, наград и премий, а также получают средства от продаж своих работ. Российская практика несколько отличается в этом смысле от западной.
Существует тесная связь между государственными учреждениями, занимающимися современным искусством и коммерческим сектором. Например, в Великобритании большинство работ ключевых современных художников, выставленных в государственных музеях, приобретены у нескольких влиятельных арт-дилеров.
Музеи, Биеннале, фестивали и ярмарки современного искусства постепенно становятся инструментами привлечения капитала, инвестиций в туристический бизнес или частью государственной политики (см., например, Пермский музей современного искусства).
Частные коллекционеры оказывают большое влияние на всю систему современного искусства. Например, на рынке современного искусства Великобритании с 1980-х годов доминирует Чарльз Саатчи, с именем которого иногда связывают целое десятилетие в британском современном искусстве.
Попытки непосредственно интегрироваться в систему современного искусства предпринимают коммерческие корпорации: проводят выставки современного искусства на своей территории, организуют и спонсируют премии в области современного искусства и приобретают работы художников, формируют большие коллекции.
Институции современного искусства нередко выступают объектом критики со стороны художников и независимых арт-критиков. Такой вид деятельности называется институциональная критика.

## Течения и направления в современном искусстве
Список направлений в современном искусстве по десятилетиям:
| - Абстрактный экспрессионизм - Американский фигуративный экспрессионизм - Риджионализм - Antipodeans - Фигуративная живопись Области залива - КОБРА - Геометрия страха - Живопись цветового поля - Поколение Разрыва - Гутай (группа) - Лентикулярная печать - Лирическая абстракция - Нью-Йоркский фигуративный экспрессионизм - Ситуационизм - Неофициальное искусство СССР - Red Shirt School of Photography - Ташизм - Венская школа фантастического реализма - Вашингтонская школа цвета - Кибернетическое искусство - Движение за конкретное искусство - Живопись действия - Деколлаж - Современный реализм - Бостонский экспрессионизм - Неофигуративное искусство - Модульное искусство - Многократное искусство - Модульный конструктивизм - Food Art - Ядерное искусство - Комбинированная живопись - Абстрактный импрессионизм - Космическое искусство - Модерн середины века - Спациализм - Матьеризм - Новый фронт искусств - Наньянгский стиль - Нуагизм | - Искусство и язык - БМПТ (арт-группа) - Чикагские имажисты - Чикано - Компьютерное искусство - Концептуальное искусство - Флюксус - Хеппенинг - Живопись жёстких контуров - Кинетическое искусство - Свет и пространство - Минимал-арт - Моно-ха - Неодада - Новый реализм - Оптическое искусство - Перформанс - Плоп-арт - Поп-арт - Постминимализм - Постживописная абстракция - Психоделическое искусство - Системное искусство - Видео-арт - ZERO - Неоконкретизм - Сигнализм - Неофутуризм - Процедуральное искусство - Комьюнити-арт - Абстрактный иллюзионизм - Supports/Surfaces - Алгоритмическое искусство - Капиталистический реализм - Нарративная фигурация - Mec Art - Интерактивное искусство - Автодеструктивное искусство - GRAV - Копировальное искусство - Новая фигурация - Медиаискусство - Другая фигурация - Шок-арт - Глитч-арт - Венский акционизм - Трэш-арт - Акционизм | - Арте повера - ASCII-графика - Плохая живопись - Боди-арт - Книга художника - Энвайронмент - Арт-феминизм - Голография - Инсталляция - Ленд-арт - Поп-сюрреализм - Мейл-арт - Papunya Tula - Фотореализм - Процесс-арт - Роботизированное искусство - Фанк-арт - Узор и украшение - Дикий стиль (граффити) - Экофеминистское искусство - Аналитическая живопись - Гиперреализм - Искусство выносливости - Предметно-ориентированное искусство - Тансэкхва - Газовые скульптуры - Интермедиа - Социологическое искусство - Неоизм - Samikshavad - Живопись шрамов - Соц-арт | - Апроприация - Глушение культуры - Демосцена - Электронное искусство - Свободная фигуративность - Фрактальное искусство - Граффити - Поздний модернизм - Новое словенское искусство - Искусство постмодернизма - Неоконцептуализм - Неоэкспрессионизм - Нео-поп - Саунд-арт - Деревенский реализм - Трансавангард - Трансгрессивное искусство - Ванкуверская школа - Видеоинсталляция - Институциональная критика - Неогео - Факс-арт - Обонятельное искусство - Киберформанс | - Арт-интервенция - Био-арт - Циничный реализм - Гиперреальность - Индидженизм - Информационное искусство - Нет-арт - Массюрреализм - Максимализм - Новая лейпцигская школа - Новая европейская живопись - Искусство взаимоотношений - Программное искусство - Тоизм - Тактические медиа - Taring Padi - Verdadism - Молодые британские художники - Постчёрное искусство - Эковенция - Mission School | - Альтермодерн - Движение китча - Постсовременное искусство - Метамодернизм - Псевдореализм - Ремодернизм - Скульптура возобновляемой энергии - Стрит-арт - Стакизм - Superflat - Superstroke - Videogame art - Виртуальное искусство - Дефастенизм - Пассионизм - Новая эстетика - Интентизм - Эволюционное искусство - Девиантное искусство - Новая готика - Артхаусная игра - Артивизм - Гибридное искусство - Солнечное искусство - Пост-интернет искусство - Брендализм - GPS-рисование |